# Appolite Ramaroson Rarison
Appolite Ramaroson Rarison (Vorname international auch als Hippolyte gelistet; * 28. September 1951 in Antananarivo) ist ein madagassischer Vizeadmiral und war am 17. März 2009 Präsident von Madagaskar. Vom 25. Februar 2010 bis März 2011 war er Außenminister.

## Eintägige Präsidentschaft
Nach monatelangen Unruhen übergab Marc Ravalomanana, der vorherige Präsident Madagaskars,  sein Amt an Rarison. Die neue Regierung kündigte eine Änderung der Verfassung des Landes mit einer neuen Republik an. Das madagassische Militär übergab die Präsidentschaft noch am selben Tag an den vorherigen Oppositionsführer Andry Rajoelina. Er sagte laut Nachrichtenagenturen: „Wir haben es kategorisch abgelehnt, das vom Präsidenten nach seinem Rücktritt beauftragte Direktorium zu bilden.“